# Kepler-78
Kepler-78 è una stella nella costellazione del Cigno, situata ad una distanza di circa 400 anni luce dal sistema solare. Nel 2013 nell'ambito della missione Kepler è stato scoperto con il metodo del transito un pianeta extrasolare orbitare attorno ad essa, ad una distanza di appena 0,01 UA.

## Caratteristiche
Si tratta di una stella di classe K più piccola del Sole, con una massa ed un raggio pari rispettivamente al 79% e al 74% degli analoghi parametri riferiti alla nostra stella (M⊙ e R⊙). I valori di massa e raggio suggeriscono che, come il Sole, sia una stella di sequenza principale, con una temperatura superficiale attorno ai 5000 K.

## Il sistema planetario
Il pianeta scoperto, di tipo roccioso, orbita in appena 8 ore attorno alla stella, ad una distanza di solo 15 milioni di chilometri, vale a dire a meno di 3 raggi stellari dal centro della stella. Non è chiaro come possa essersi formato un pianeta roccioso a quella distanza, in quanto i meccanismi noti sulla formazione planetaria non ne spiegano quella posizione così ravvicinata alla stella madre, che in tempi astronomici probabilmente lo consumerà. La densità del pianeta è 6,5 g/cm³ da uno studio del 2019, e 5,3 g/cm³ in un altro del 2023, comunque molto simile a quella terrestre, e data la sua alta temperatura superficiale (2300 K) e le sue caratteristiche fisiche, si presume che possa essere un pianeta di lava.

### Prospetto
Segue un prospetto con i principali dati del pianeta orbitante.
| Pianeta | Massa        | Raggio             | Periodo orb. | Sem. maggiore | Incl. orbita | Scoperta |
| ------- | ------------ | ------------------ | ------------ | ------------- | ------------ | -------- |
| b       | 1,68±0,27 M⊕ | 1,16+0,19 −0,14 r⊕ | 0,36 giorni  | 0,01 UA       | 79°          | 2013     |